# Arese (cognome)
Arese è un cognome di lingua italiana.

## Varianti
Aresi.

## Origine e diffusione
Cognome tipicamente lombardo, è presente prevalentemente nel milanese.
Potrebbe derivare dal toponimo Arese.

## Persone
- Antonietta Fagnani Arese (1778-1847) – nobile italiana
- Antonio Litta Visconti Arese (1748-1820) – nobile e politico italiano
- Carlo Borromeo Arese (1657-1734) – viceré di Napoli dal 1710 al 1713